# Камышницы
Камышницы, или водяные курочки (лат. Gallinula), — род водоплавающих птиц семейства пастушковых. Их ближайшие родственники — лысухи (Fulica), с которыми их объединяет сходное строение нервной системы, выраженное в постоянном подёргивании частями тела (обычно головой и хвостом).

## Описание
Общие морфологические характеристики — бурое либо чёрное оперение с белыми отметинами, как правило короткие и закруглённые крылья, длинные и сильные ноги, адаптированные к передвижению по вязкой прибрежной почве, яркая бляшка над клювом на лбу. Летают неохотно, хотя способны преодолевать значительные расстояния — например, обыкновенная камышница во время миграции проделывает путь до 2000 км. Перелётные виды путешествуют в ночное время.
В отличие от многих других видов пастушковых, камышницы менее скрытны, и хотя предпочитают прятаться в густой траве, их иногда можно свободно увидеть кормящимися на воде у берега. Питаются как растительной, так и животной пищей. В гнездовой период сильно территориальны (придерживаются своей территории и охраняют её от других птиц), в остальное время часто сбиваются в стаи на мелководье озёр.
Наиболее ранние ископаемые находки древних камышниц относятся к позднему Плиоцену — к ним можно отнести вид Gallinula kansarum, обнаруженный в Канзасе (США) и Болгарии. В исторические времена считаются вымершими 2 вида камышниц, один из которых — Gallinula hodgenorum — обитал в Новой Зеландии. Филогенетика второго вида с островов Фиджи окончательно не определена — возможно, он относится к отдельному монотипичному роду.

## Классификация
В роде камышниц 7 видов, два из которых вымерли:
- Gallinula tenebrosa — Тёмная камышница
- Gallinula galeata
- Gallinula chloropus — Камышница
- †Gallinula nesiotis — Тристанская камышница
- Gallinula comeri
- Gallinula silvestris — Лесная камышница
- †Gallinula pacifica — Самоанская камышница